# 더 테스터먼트 오브 앤 리
"더 테스터먼트 오브 앤 리"(영어: The Testament of Ann Lee)는 2025년 개봉 예정인 역사 드라마, 뮤지컬 영화이다. 모나 파스트볼이 감독과 공동각본을 맡았다. 제82회(2025년) 베네치아 영화제 황금사자상 경쟁후보작이다.